# Pseudocloeon frondale
Pseudocloeon frondale är en dagsländeart som först beskrevs av Mcdunnough 1925.  Pseudocloeon frondale ingår i släktet Pseudocloeon och familjen ådagsländor. Inga underarter finns listade i Catalogue of Life.